# Корженко Юлія Олександрівна
Юлія Олександрівна Корженко (нар. 10 грудня 1975, Полтава) — українська композиторка, піаністка, викладачка, музична діячка. Лауреатка міжрегіональних конкурсів молодих композиторів (1997, 1999). Учасниця Міжнародних музичних фестивалів «Київ Музик Фест» (2007—2009), форуму «Музика молодих» (2006—2007). Членкиня Національної спілки композиторів України (2006).

## Біографія
Юлія Корженко народилася 10 грудня 1975 року в Полтаві. У 1992 році закінчила Полтавську ДМШ № 1 ім. П. І. Майбороди по класу фортепіано Н. П. Кривобок), Полтавське музичне училище ім. М. В. Лисенка (1997 рік, клас фортепіано В. М. Сонцев, Т. Д. Карпенко; факультатив композиції Т. Г. Парулава).
Навчалась на композиторському факультеті Харківського інституту мистецтв (спочатку у Володимира Птушкіна, потім — у Ігоря Гайденка. Продовжила навчання у Національній музичній академії України ім. П. І. Чайковського, яку закінчила у 2004 році (викл. Лев Колодуб).
Відтоді — викладачка дитячих музичних шкіл № 35 і 36 та гімназії «Пріоритет» у Києві. Упродовж 2008—2011 років викладала в Полтавській дитячій музичній школі № 1. Від 2011 року — концертмейстерка Київської академії естрадного та циркового мистецтва. Вела активну творчу та концертну діяльність як композиторка і піаністка, брала участь у Київських музичних фестивалях: «Прем'єри сезону», «Київ Музик Фест».
Від 2014 року живе і працює в Полтаві. До 2018 року викладала в Полтавській дитячій музичній школі № 1 по класу фортепіано, композиції та музично-теоретичних дисциплін. Від 2018 року — викладачка музично-теоретичних дисциплін дитячої музичної школи № 3 ім. Бориса Гмирі.
Авторка симфонічних, вокальних, хорових, камерно-інструментальних творів. Працює в стилі неоромантизму.

## Основні твори
- дитяча опера «Добрий мураха» (2012, за К. Кулієвим);
- 2 симфонії (2004, 2008);
- «Три мініатюри на вірші І. Лапінського» для солістів, мішаного хору та симфонічного оркестру (2007);
- кантата «Чорнобиля гіркий полин» для соліста, хору та симфонічного оркестру (2009, сл. Є. Ніколенко);
- хорові твори — «Чари ночі» (2007), «У танці», «Сосна» (обидва — 2008), «Україна моя солов'їна» (2011; усі — власні вірші), «Мені принесли крашанки» (2008, вірші Н. Матвієнко);
- 2 струнні квартети (2001, 2003);
- дитячі п'єси для фортепіано;
- вокальні цикли, романси, обробки українських народних пісень.

## Музична Шевченкіана
- «Ой, тумане, тумане» уривок з поеми «Наймичка». Солоспів для сопрано із супроводом фортепіано (2004).
- «Барвінок цвів і зеленів» (на тексти однойменної поезії) для мішаного хору a capella (2017).
- «За сонцем хмаронька пливе» (на тексти однойменної поезії) для мішаного хору a capella (2019).